# Judy
Judy (prt: Judy; bra: Judy: Muito Além do Arco-Íris) é um filme britânico-estadunidense de 2019, escrito por Tom Edge e dirigido por Rupert Goold. É estrelado por Renée Zellweger no papel de Judy Garland. É uma adaptação cinematográfica do musical da Broadway O Fim do Arco-Íris, de Peter Quilter.
O filme estreou no Festival de Cinema de Telluride em 30 de agosto de 2019 e foi lançado nos Estados Unidos em 27 de setembro de 2019 e no Reino Unido em 2 de outubro de 2019. Recebeu críticas geralmente positivas de críticos de cinema e público, com o desempenho de Zellweger sendo aclamado. O filme arrecadou US$ 43 milhões em todo o mundo e foi nomeado um dos dez melhores filmes independentes de 2019 pelo National Board of Review, onde Zellweger também recebeu o National Board of Review de melhor atriz. No Globo de Ouro de 2020, Zellweger venceu o prêmio de melhor atriz em filme dramático, ganhou o Critics Choice de melhor atriz em cinema, o SAG Award, o BAFTA de melhor atriz e o Oscar de melhor atriz.

## Sinopse
A atriz e cantora Judy Garland (Renée Zellweger) chega em Londres para se apresentar na boate Talk of the Town em 1968. Lá, ela relembra velhas histórias com amigos e fãs e começa um romance com o músico Mickey Deans, seu futuro quinto marido.

## Produção
Inicialmente, Judy Garland seria interpretada por Anne Hathaway. As filmagens do filme começaram em março de 2018, uma imagem de Renée Zellweger caracterizada como Judy foi divulgada pela Pathé, BBC Films e Ingenious Media, destacando a transformação física da atriz.
A filha de Garland, Liza Minnelli, usando suas redes sociais disse que não aprovava a cinebiografia sobre sua mãe, e desmentiu notícias dizendo que estava criando laços com Renée Zellweger, a fim de ajudá-la no longa-metragem. "Eu nunca conheci ou falei com Renée Zellweger, não sei como essas histórias começaram, mas não aprovo o novo filme sobre Judy Garland de nenhuma forma. Qualquer informação contrária é 100% ficção", afirmou.

## Elenco
- Renée Zellweger como Judy Garland
  - Darci Shaw como Judy Garland (jovem)
- Finn Wittrock como Mickey Deans
- Rufus Sewell como Sidney Luft
- Michael Gambon como Bernard Delfont
- Jessie Buckley como Rosalyn Wilder
- Richard Cordery como Louis B. Mayer
- Bella Ramsey como Lorna Luft
- Royce Pierreson como Burt
- Andy Nyman como Dan
- Arthur McBain como Askith
- John Dagleish como Lonnie Donegan
- Gemma-Leah Devereux como Liza Minnelli
- David Rubin como Noel
- Lewin Lloyd como Joey Luft
- Fenella Woolgar como Margaret Hamilton
- Gus Barry como Mickey Rooney

## Lançamento
O trailer oficial do filme foi divulgado pela Pathé em 10 de maio de 2019. Em 30 de agosto, Judy foi exibido no Festival de Cinema de Telluride onde Renee Zellweger foi aplaudida de pé por seu desempenho como Judy Garland.
O filme foi lançado nos cinemas dos Estados Unidos em 27 de setembro de 2019. Em sua primeira semana arrecadou US$ 3 milhões, o suficiente para atingir o top 10, apesar da estreia em apenas 461 salas. Entre o público inaugural, 60% eram mulheres e quase 80% tinham mais de 35 anos.

## Trilha sonora
A trilha sonora do filme foi lançada em 28 de setembro de 2019 pela Decca Records. Apresenta doze das faixas mais populares de Garland cantadas por Zellweger, incluindo várias que foram apresentadas no filme, além de duetos com Sam Smith e Rufus Wainwright.
A trilha sonora do filme rendeu a Zellweger uma indicação ao Grammy de Melhor Álbum Vocal Pop Tradicional.

## Recepção

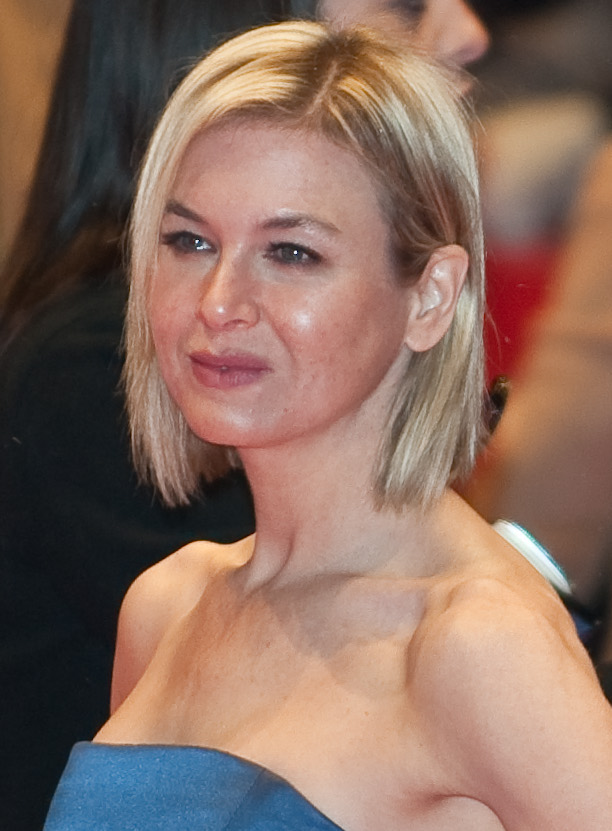
A performance de Renée Zellweger como Judy Garland recebeu elogios da crítica.

O filme tem 82% de aprovação no Rotten Tomatoes, com nota 6,95/10 baseada em 325 avaliações. O consenso geral diz que "liderado por uma performance competente de Renée Zellweger, Judy captura os dias minguantes de uma amada artista com compaixão cristalina". No Metacritic, o filme recebeu uma pontuação média de 66 em 100, com base em 46 comentários, indicando "críticas geralmente favoráveis". A revista Time elegeu a atuação de Zellweger uma das 10 melhores de 2019.
Leah Greenblatt, da revista Entertainment Weekly, escreveu que “Judy é um filme pequeno com uma grande performance de Renee Zellweger, que não apenas interpreta a atriz de O Mágico de Oz no último ano de sua vida, com de fato faz parecer um possessão completa em seu corpo”. Para Sasha Ston, do TheWrap, “[Judy] contém o que é facilmente o melhor desempenho da carreira de Zellweger. O filme em si funciona melhor como uma vitrine para a virada extraordinária da atriz, quando ela se transforma em Judy Garland, concentrando-se nas últimas performances da carreira de Garland nos meses que antecederam sua trágica morte aos 47 anos. Zellweger sempre foi, boa – provavelmente melhor do que muitos dos papéis que ela recebeu, especialmente aqueles no início de sua carreira”.
Stephen Farber, do The Hollywood Reporter, disse que “[O diretor Rupert] Goold se esforça demais para tornar o material cinematográfico, mas certamente trabalha lindamente com Zellweger, que apresenta uma performance de bravura que até a Judy Garland, notoriamente perspicaz, teria aplaudido”. O crítico da Variety, escreveu que “uma performance climática de Over the Rainbow é soberbamente interpretada por Zellweger” e que “raramente desde a sua encarnação original do O Mágico de Oz, a clássica canção tem sido usada com tanto brilhantismo na tela”, além disso ele elogia a performance de Zellweger dizendo, “ela interpreta Garland com carinho e sentimento palpáveis, como alguém que já esteve além do arco-íris e voltou”.
Peter Travers, da revista Rolling Stone, escreveu: “Renée Zellwegger realiza milagres ao interpretar Judy Garland: cantando seu coração, descobrindo sua alma machucada e agindo com uma ferocidade que finalmente se eleva a um estado de graça”. Peter Bradshaw, do jornal britânico The Guardian, deu 3 de 5 estrelas () ao filme e disse: “[Judy é] a performance mais descontraída e pessoal que vimos de Zellweger há algum tempo (...) Zellweger enfrenta resolutamente o desafio de interpretar Judy no palco e fora dele: seus olhos se enrugam com um beicinho trêmulo quando seus sentimentos são machucados, e às vezes quando são o oposto de machucar, embora ela seja talvez menos convincente (...) Zellweger nos dá uma homenagem ao talento de Judy Garland e ao espírito de que o show tem que continuar, ainda que seja um fardo e uma força motriz”.
Francisco Russo, do AdoroCinema, deu 3 de 5 estrelas () ao filme e disse: “como pano de fundo, Judy aborda os vários problemas pessoais de sua personagem-título sem, no entanto, esmiuçá-los - não é este seu objetivo, no fim das contas. Renée traz para si a dramaticidade do momento de vida de Judy Garland e, por que não?, seu também. Judy é sua grande volta por cima, a chance de provar ao mundo que ainda é uma boa atriz. Consegue”. Francesca Angiolillo, da Folha de S.Paulo , deu 4 de 5 estrelas () ao filme e disse: “[Judy] é, em suma, entretenimento muito eficiente no gênero. Cabe fechar dizendo que Zellweger merece o Oscar não por ter criado uma Judy Garland parecida à real, mas porque criou uma Judy Garland sua”.

### Prêmios e indicações
| Prêmio                                        | Data da cerimônia      | Categoria                                 | Indicado(s)                          | Resultado         | Ref.   |
| --------------------------------------------- | ---------------------- | ----------------------------------------- | ------------------------------------ | ----------------- | ------ |
| Grammy Awards de 2021                         | 31 de janeiro de 2021  | Melhor Album Vocal de Pop Tradicional     | Judy                                 | Indicado          | [ 25 ] |
| AARP's Movies For Grownups Awards             | 11 de janeiro de 2020  | Melhor Atriz                              | Renée Zellweger                      | Venceu            | [ 26 ] |
| AARP's Movies For Grownups Awards             | 11 de janeiro de 2020  | Best Time Capsule                         | Judy                                 | Indicado          | [ 26 ] |
| AACTA International Award                     | 3 de janeiro de 2020   | Melhor Atriz                              | Renée Zellweger                      | Indicado          | [ 27 ] |
| Atlanta Film Critics Circle                   | 2 de dezembro de 2019  | Melhor Atriz                              | Renée Zellweger                      | Venceu            | [ 28 ] |
| British Academy Film Awards                   | 2 de fevereiro de 2020 | Melhor Atriz                              | Renée Zellweger                      | Venceu            | [ 29 ] |
| British Academy Film Awards                   | 2 de fevereiro de 2020 | Melhor Figurino                           | Jany Temime                          | Indicado          | [ 29 ] |
| British Academy Film Awards                   | 2 de fevereiro de 2020 | Melhor Maquiagem e Cabelo                 | Jeremy Woodhead                      | Indicado          | [ 29 ] |
| British Independent Film Awards               | 1 de dezembro de 2019  | Melhor Atriz                              | Renée Zellweger                      | Venceu            | [ 30 ] |
| British Independent Film Awards               | 1 de dezembro de 2019  | Melhor Fotografia                         | Ole Bratt Birkeland                  | Indicado          | [ 30 ] |
| British Independent Film Awards               | 1 de dezembro de 2019  | Melhor Figurino                           | Jany Temime                          | Indicado          | [ 30 ] |
| British Independent Film Awards               | 1 de dezembro de 2019  | Melhor Maquiagem e Penteados              | Jeremy Woodhead                      | Venceu            | [ 30 ] |
| British Independent Film Awards               | 1 de dezembro de 2019  | Melhor Produção de Design                 | Kave Quinn                           | Venceu            | [ 30 ] |
| Capri Hollywood International Film Festival   | 2 de janeiro de 2019   | Melhor Atriz                              | Renée Zellweger                      | Venceu            | [ 31 ] |
| Chicago Film Critics Association              | 14 de dezembro de 2019 | Melhor Atriz                              | Renée Zellweger                      | Indicado          |        |
| Critics' Choice Movie Awards                  | 12 de janeiro de 2020  | Melhor Atriz                              | Renée Zellweger                      | Venceu            |        |
| Critics' Choice Movie Awards                  | 12 de janeiro de 2020  | Melhor Maquiagem e Penteados              | Judy                                 | Indicado          |        |
| Dallas-Fort Worth Film Critics Association    | 16 de dezembro de 2019 | Melhor Atriz                              | Renée Zellweger                      | Venceu (2º lugar) | [ 32 ] |
| Detroit Film Critics Society                  | 9 de dezembro de 2019  | Melhor Atriz                              | Renée Zellweger                      | Indicado          |        |
| Detroit Film Critics Society                  | 9 de dezembro de 2019  | Melhor Revelação                          | Jessie Buckley                       | Indicado          |        |
| Dorian Awards                                 | 2 de fevereiro de 2020 | Melhor Atriz                              | Renée Zellweger                      | Venceu            | [ 33 ] |
| Hollywood Critics Association                 | 9 de janeiro de 2020   | Melhor Atriz                              | Renée Zellweger                      | Indicado          | [ 34 ] |
| Hollywood Critics Association                 | 9 de janeiro de 2020   | Melhor Maquiagem e Penteados              | Judy                                 | Indicado          | [ 34 ] |
| GLAAD Media Awards                            | 16 de abril de 2020    | Melhor Filme                              | Judy                                 | Indicado          | [ 35 ] |
| Golden Globes Awards                          | 5 de janeiro de 2020   | Melhor Atriz - Drama                      | Renée Zellweger                      | Venceu            |        |
| Hollywood Film Awards                         | 3 de novembro de 2019  | Melhor Atriz                              | Renée Zellweger                      | Venceu            | [ 36 ] |
| Houston Film Critics Society                  | 2 de janeiro de 2020   | Melhor Atriz                              | Renée Zellweger                      | Venceu            | [ 37 ] |
| Independent Spirit Awards                     | 8 de fevereiro de 2020 | Melhor Atriz                              | Renée Zellweger                      | Venceu            | [ 38 ] |
| Las Vegas Film Critics Society                | 13 de dezembro de 2019 | Melhor Atriz                              | Renée Zellweger                      | Venceu            | [ 39 ] |
| London Film Critics' Circle                   | 30 de janeiro de 2020  | Melhor Atriz                              | Renée Zellweger                      | Venceu            | [ 40 ] |
| London Film Critics' Circle                   | 30 de janeiro de 2020  | Realização Técnica                        | Jeremy Woodhead (maquiagem e cabelo) | Indicado          | [ 40 ] |
| National Board of Review                      | 8 de janeiro de 2020   | Top 10 - Melhor Filme Independente do Ano | Judy                                 | Venceu            |        |
| National Board of Review                      | 8 de janeiro de 2020   | Melhor Atriz                              | Renée Zellweger                      | Venceu            |        |
| Oscar 2020                                    | 9 de fevereiro de 2020 | Melhor Atriz                              | Renée Zellweger                      | Venceu            | [ 41 ] |
| Oscar 2020                                    | 9 de fevereiro de 2020 | Melhor Maquiagem e Penteados              | Jeremy Woodhead                      | Indicado          | [ 41 ] |
| Palm Springs International Film Festival      | 2 de janeiro de 2020   | Prêmio de Realização Desert Palm          | Renée Zellweger                      | Venceu            | [ 42 ] |
| Phoenix Film Critics Society                  | 17 de dezembro de 2019 | Melhor Atriz                              | Renée Zellweger                      | Venceu            | [ 43 ] |
| San Diego Film Critics Society                | 9 de dezembro de 2019  | Melhor Atriz                              | Renée Zellweger                      | Venceu (2º lugar) |        |
| San Diego Film Critics Society                | 9 de dezembro de 2019  | Artista Revelação do Ano                  | Jessie Buckley                       | Indicado          |        |
| Screen Actors Guild Awards                    | 19 de janeiro de 2020  | Melhor Atriz                              | Renée Zellweger                      | Venceu            | [ 44 ] |
| Santa Barbara International Film Festival     | 16 de janeiro de 2020  | American Riviera Award                    | Renée Zellweger                      | Venceu            | [ 45 ] |
| Satellite Awards                              | 7 de fevereiro de 2020 | Melhor Atriz                              | Renée Zellweger                      | Indicado          | [ 46 ] |
| Satellite Awards                              | 7 de fevereiro de 2020 | Melhor Figurino                           | Jany Temime                          | Indicado          | [ 46 ] |
| Southeastern Film Critics Association         | 9 de dezembro de 2019  | Melhor Atriz                              | Renée Zellweger                      | Venceu            | [ 47 ] |
| St. Louis Film Critics Association            | 15 de dezembro de 2019 | Melhor Atriz                              | Renée Zellweger                      | Venceu (2º lugar) |        |
| Washington D.C. Area Film Critics Association | 8 de dezembro de 2019  | Melhor Atriz                              | Renée Zellweger                      | Indicado          |        |